# Battaglia di El Mazuco
La battaglia di El Mazuco fu una battaglia combattuta tra il 6 e il 22 settembre 1937 tra le forze repubblicane e le forze franchiste nel quadro della campagna del Nord.
L'obiettivo dei nazionalisti era quello di conquistare le montagne circostanti El Mazuco, per aprirsi la strada verso le Asturie orientali. Nonostante le forze golpiste fossero sette volte superiori, i repubblicani riuscirono ad arrestare l'avanzata per due settimane.

## Precedenti
Dopo la caduta di Bilbao e la sconfitta dei repubblicani della battaglia di Santander, la roccaforte repubblicana delle Asturie era circondata da Sud e da Est. Il comandante nazionalista, generale Dávila, si aspettava poca resistenza da parte delle demoralizzate truppe repubblicane.
La prima linea repubblicana, lungo il fiume Deva, venne presto sbaragliata, e la città di Llanes cadde il 5 settembre. Tuttavia, per avanzare, i nazionalisti dovevano superare i repubblicani nel passo di El Mazuco, stretto a nord dalle pareti della Sierra del Cuera e a Sud dalla gola Deva a sud. Il terreno accidentato e rigido agevolò la resistenza repubblicana.

## Gli schieramenti
Le forze nazionaliste erano composte da quattro Brigate della Navarra (33 000 uomini), sotto il comando del generale José Solchaga Zala, con 15 batterie di artiglieria e un forte supporto aereo (fornito dai tedeschi della Legione Cóndor). Il valico di El Mazuco si trova a soli 5 km dal mare, e così i nazionalisti potevano avvalersi dell'ausilio dell'incrociatore Almirante Cervera.
I repubblicani, invece, erano poco più di 5 000 tra asturiani e baschi, divisi in tre brigate, sotto il comando dei colonnelli Juan Ibarrola Orueta e Francisco Galán Rodríguez, con poca artiglieria e nessun supporto aereo.

## La battaglia
L'attacco a El Mazuco iniziò con un attacco da parte della I brigata Navarrese, il 6 settembre, venne respinto. In risposta a questa battuta d'arresto, la Legione Condor tedesca venne chiamata in aiuto, e iniziò a bombardare a tappeto l'obbiettivo militare.
Il 7 settembre, ulteriori attacchi vennero tentati dai nazionalisti, tutti bloccati, stabilizzarono il fronte; un noto comandante repubblicano, Higinio Carrocera, arrivò a dar man forte ai repubblicani con tre battaglioni e 24 mitragliatrici pesanti. Bombardamenti a tappeto-bombardamenti con esplosivo e bombe incendiarie continuarono per tutto il giorno.
Il giorno successivo, con una forte nebbia, un feroce scontro corpo a corpo inflisse gravi perdite su entrambi i lati. I nazionalisti guadagnarono circa 2 km sul fronte meridionale, che i repubblicani non furono in grado di riconquistare.
Il giorno successivo i nazionalisti difesero le posizioni conquistate, e due battaglioni repubblicani furono costretti a ritirarsi, anche se i nazionalisti non furono in grado di approfittare del ritiro. Per il resto del giorno e per il giorno successivo, ondate di bombardamenti di artiglieria e anticiparono un attacco di fanteria nazionalista, respinto però dall'artiglieria repubblicana
La nebbia sparì il 10 settembre, e i nazionalisti presero la collina di Biforco (al di sotto del passo di El Mazuco), ma questa è dominata dalle alture di Llabres, da dove i repubblicani martellarono la zona con mitragliatrici e tirando addosso ai golpisti fusti di benzina accesi e pieni di esplosivo. Per la prima volta dopo l'inizio della battaglia, il vettovagliamento raggiunse la prima linea repubblicana.
Durante i due giorni successivi, sul fronte sud, i nazionalisti non potevano più fare progressi lungo la valle. Decisero così di salire la Sierra sul Pico Turbina. Questo picco, a 1315, è un ostacolo naturale formidabile con i suoi per cui non ha avuto possibilità, ma per far progredire il crinale della Sierra verso Pico Turbina. Questo picco, a 1315 m, è un formidabile ostacolo con pendenze al 40% e con un terreno simile a quello lunare. I nazionalisti furono costretti a portare a mano le forniture e gli ordigni, data l'impossibilità di salire sul picco dei muli. Il tempo era cattivo, così i nazionalisti non si poterono avvalere le supporto aereo e la nebbia nascose le forze da attaccare.
Il 13 settembre, i repubblicani cominciarono a vacillare sotto il continuo bombardamento di artiglieria, i repubblicani furono costretti a cedere la Sierra Llabres, dalla cui altezza si presidiava il villaggio di El Mazuco. Il villaggio di El Mazuco stesso è stato quindi indifendibile. A sud, il Pico Turbina è stata quasi completamente conquistato dai nazionalisti, ma l'attacco decisivo venne respinto con granate a mano, in una confusa lotta in mezzo alla nebbia.
El Mazuco e i dintorni sono ormai circondati ed anche Pico Turbina viene preso il 15 settembre.
Le tre vette di Peñas Blancas rimangono le ultime linee di difesa dei repubblicani. Inizialmente gli assalti iniziali dei nazionalisti falliscono, e così i sedici battaglioni impegnati nell'azione sono costretti ad arretrare. Il supporto aereo, inoltre, è stato ridotto al minimo a causa del cattivo tempo.
Il tempo migliora il 18 settembre a mezzogiorno, e porta a tre bombardamenti a tappeto da parte dell'aviazione italiana e di quella tedesca. Dopo ogni attacco, l'inevitabile assalto di fanteria viene respinto a colpi di granate dai repubblicani. Per quattro giorni, si ripete lo stesso copione: aerei e mortai attaccano i resti dei difensori, la fanteria navarrese attacca e viene respinta dai repubblicani. Fino al 22 settembre quando in nazionalisti riuscirono dopo l'ennesima azione di fanteria a conquistare El Mazuco.

## Conseguenze
La difesa di El Mazuco aveva dato ai repubblicani la speranza di arginare l'avanzata nazionalista fino all'inverno; se fosse stata realizzata, il corso della guerra sarebbe stato diverso. I difensori, martoriata Santander, riacquistarono il loro onore, con un tributo altissimo di vite umani.
La Legione Condor, imparò molte lezioni che sono state poi applicate nel teatro europeo della Seconda guerra mondiale.
I nazionalisti si unirono alle forze che marciavano verso da León e Infiesto, per assediare Gijón, ultima roccaforte repubblicana, nella Spagna settentrionale, che cadde il 21 ottobre.